# Tour Down Under 2001
De Tour Down Under 2001 (Engels: 2001 Jacob's Creek Tour Down Under) was de derde editie van de meerdaagse wielerwedstrijd die in en rondom Adelaide in Australië werd gehouden. Deze editie vond plaats van dinsdag 16 tot en met zondag 21 januari 2001.
De derde overwinning ging voor de tweede keer naar Australië. Stuart O'Grady, ook de winnaar van de eerste editie in 1999 en lid van de Franse Credit Agricole-formatie, won de zesdaagse etappekoers met twee seconden voorsprong op de Duitser Kai Hundertmarck en drie seconden voorsprong op de Italiaan Fabio Sacchi.

## Startlijst
Er namen twaalf ploegen deel, die met elk acht renners aan de start verschenen.
| Jacob's Creek-Linda McCartney Racing | Team UniS-Australia | Team Deutsche Telekom | Credit Agricole  |
| United Water                         | Lotto-Adecco        | Ag2r Prévoyance       | Mapei-Quick·Step |
| Sun-Smart - Mitsubishi               | Team CSC-Tiscali    | BigMat-Auber 93       | Saeco            |

## Etappe-overzicht
| etappe | datum      | start        | finish        | afstand  | winnaar          | klassementsleider |
| ------ | ---------- | ------------ | ------------- | -------- | ---------------- | ----------------- |
| 1e     | 16 januari | Glenelg      | Glenelg       | 47,0 km  | Graeme Brown     | Graeme Brown      |
| 2e     | 17 januari | Norwood      | Murray Bridge | 142,0 km | Fabio Sacchi     | Fabio Sacchi      |
| 3e     | 18 januari | McLaren Vale | Victor Harbor | 165,5 km | Alessio Galletti | Stuart O'Grady    |
| 4e     | 19 januari | Unley        | Strathalbyn   | 157,0 km | Luke Roberts     | Nicolay Bo Larsen |
| 5e     | 20 januari | Gawler       | Tanunda       | 156,0 km | Kai Hundertmarck | Kai Hundertmarck  |
| 6e     | 21 januari | Adelaide     | Adelaide      | 90,0 km  | David McKenzie   | Stuart O'Grady    |

## Etappe uitslagen
| rang | renner          | land | tijd    |
| ---- | --------------- | ---- | ------- |
| 1    | Graeme Brown    | AUS  | 1:00.02 |
| 2    | Stuart O'Grady  | AUS  | zt      |
| 3    | Fabio Sacchi    | ITA  | zt      |
| 4    | Ciaran Power    | IRL  | zt      |
| 5    | Fabien De Waele | BEL  | zt      |

| rang | renner            | land | tijd    |
| ---- | ----------------- | ---- | ------- |
| 1    | Fabio Sacchi      | ITA  | 3:26.24 |
| 2    | Stuart O'Grady    | AUS  | zt      |
| 3    | Kai Hundertmarck  | GER  | zt      |
| 4    | Nick Gates        | AUS  | zt      |
| 5    | Glenn D'Hollander | BEL  | zt      |

| rang | renner           | land | tijd    |
| ---- | ---------------- | ---- | ------- |
| 1    | Alessio Galletti | ITA  | 4:18.12 |
| 2    | Graeme Brown     | AUS  | + 0.03  |
| 3    | Stuart O'Grady   | AUS  | + 0.03  |
| 4    | Hendrik Van Dyck | BEL  | + 0.03  |
| 5    | David McKenzie   | AUS  | + 0.03  |

| rang | renner            | land | tijd    |
| ---- | ----------------- | ---- | ------- |
| 1    | Luke Roberts      | AUS  | 3:44.07 |
| 2    | Marcel Gono       | AUS  | zt      |
| 3    | Nicolay Bo Larsen | DEN  | zt      |
| 4    | Trent Wilson      | AUS  | + 0.04  |
| 5    | Nicolas Jalabert  | FRA  | + 0.08  |

| rang | renner            | land | tijd    |
| ---- | ----------------- | ---- | ------- |
| 1    | Kai Hundertmarck  | GER  | 4:00.28 |
| 2    | Peter Rogers      | AUS  | zt      |
| 3    | Allan Davis       | AUS  | zt      |
| 4    | Fabio Sacchi      | ITA  | zt      |
| 5    | Glenn D'Hollander | BEL  | zt      |

| rang | renner           | land | tijd    |
| ---- | ---------------- | ---- | ------- |
| 1    | David McKenzie   | AUS  | 1:58.48 |
| 2    | Ben Day          | AUS  | + 0.17  |
| 3    | Luca Paolini     | ITA  | + 0.20  |
| 4    | Torsten Nitsche  | GER  | + 0.32  |
| 5    | Kurt Van Lancker | BEL  | + 0.32  |

## Eindklassementen
| Plaats    | Naam                | Ploeg                 | Tijd      |
| --------- | ------------------- | --------------------- | --------- |
| Gele trui | Stuart O'Grady      | Crédit Agricole       | 18u34'20" |
| 2         | Kai Hundertmarck    | Team Deutsche Telekom | + 00' 02" |
| 3         | Fabio Sacchi        | Saeco                 | + 00' 03" |
| 4         | Daniele Nardello    | Mapei-Quick Step      | + 01' 08" |
| 5         | Chris Jenner        | Crédit Agricole       | + 01' 09" |
| 6         | Alexandre Botcharov | Ag2r-Decathlon        | + 00' 10" |
| 7         | Patrick Jonker      | Big Mat               | z.t.      |
| 8         | Benoît Poilvet      | Crédit Agricole       | z.t.      |
| 9         | Glenn D'Hollander   | Lotto-Adecco          | + 00' 21" |
| 10        | Cadel Evans         | Sunsmart-Mitsubishi   | + 00' 24" |
|           |                     |                       |           |
| 55        | Tristan Hoffman     | CSC-World Online      | + 40' 36" |

| Plaats      | Naam             | Ploeg               | Punten |
| ----------- | ---------------- | ------------------- | ------ |
| Blauwe trui | Graeme Brown     | United Water        | 26     |
| 2           | Alessio Galletti | Saeco               | 20     |
| 3           | Trent Wilson     | Sunsmart-Mitsubishi | 14     |

| Plaats     | Naam             | Ploeg                | Punten |
| ---------- | ---------------- | -------------------- | ------ |
| Witte trui | Robert Tighello  | Sunsmart-Mitsubishi  | 72     |
| 2          | Russell Van Hout | Team UniSA-Australia | 50     |
| 3          | Ben Day          | Sunsmart-Mitsubishi  | 48     |

| Plaats      | Naam          | Ploeg                | Tijd      |
| ----------- | ------------- | -------------------- | --------- |
| Zwarte trui | Gene Bates    | Team UniSA-Australia | 18u40'26" |
| 2           | Nic Brown     | United Water         | + 00' 06" |
| 3           | Simon Gerrans | United Water         | + 13' 23" |

| Plaats | Ploeg               | Tijd      |
| ------ | ------------------- | --------- |
|        | Crédit Agricole     | 55u42'51" |
| 2      | Sunsmart-Mitsubishi | +01' 15"  |
| 3      | Mapei-Quick Step    | +05' 15"  |

1999 · 
2000 · 
2001 · 
2002 · 
2003 · 
2004 · 
2005 · 
2006 · 
2007 · 
2008 · 
2009 · 
2010 · 
2011 · 
2012 · 
2013 · 
2014 · 
2015 · 
2016 · 
2017 · 
2018 · 
2019 · 
2020  · 
2021-2022 · 
2023 · 2024 · 2025